# Manfred Linzmaier
Manfred Linzmaier (* 27. August 1962 in Kufstein) ist ein ehemaliger österreichischer Fußballspieler und Fußballtrainer.

## Spielerkarriere
Linzmaier begann seine Karriere beim Innsbrucker AC, wechselte dann ins Bundesjugendleistungszentrum Schwaz, ehe er 1980 von der SSW Innsbruck verpflichtet wurde. 1993 ging er zum LASK. Nach zwei Jahren beim LASK wechselte er zu einem anderen oberösterreichischen Klub, nämlich zu SK Vorwärts Steyr. Nach einem halben Jahr in Steyr ging er wieder zurück nach Linz zum FC Linz. Seine letzte aktive Station war beim FC Kufstein in Tirol. Linzmaier nahm 1990 an der WM in Italien teil und wurde einmal eingesetzt.

## Trainerkarriere
Linzmaier begann seine Trainerkarriere als Co-Trainer von Kurt Jara beim FC Tirol, wo er zweimal Meister wurde. Nach den zwei Meistertiteln wechselte er mit Kurt Jara in die deutsche Bundesliga zum Hamburger SV. Nach einem Jahr in der Hansestadt folgte er seinem Trainer Jara zum 1. FC Kaiserslautern in die Pfalz. Nachdem Jara gefeuert wurde, nahm er vorübergehend bei Red Bull Salzburg den Posten als Interimscoach an, um dann wieder hinter Jara Co-Trainer zu werden. Nachdem Kurt Jara von Salzburg entlassen worden war, wurde Linzmaier Chefscout der Bullen.
| Personendaten    | Personendaten                   |
| ---------------- | ------------------------------- |
| NAME             | Linzmaier, Manfred              |
| KURZBESCHREIBUNG | österreichischer Fußballtrainer |
| GEBURTSDATUM     | 27. August 1962                 |
| GEBURTSORT       | Kufstein, Österreich            |